# 溫學舜
溫學舜（1503年—？），字憲統，福建泉州府晉江縣人，軍籍，明朝政治人物。同進士出身。

## 生平
嘉靖七年（1528年）戊子科福建鄉試第四十名舉人，十四年（1535年）中式乙未科會試第二百七十六名，三甲第三十名進士。授桐鄉縣知縣，十九年（1540年）調海寧縣知縣。

## 家族
曾祖溫良，曾任中書舍人；祖父溫玉，曾任訓導；父溫夔，母蔡氏。具慶下。弟溫學周、溫學閔。